# لعنة التيتان
لعنة التيتان (بالإنجليزية: The Titan's Curse)‏؛ رواية مغامرة خيالية تستند إلى الميقولوجيا الإغريقية، من تأليف الروائي الأمريكي ريك ريوردان، صدرت في 1 مايو 2007. هذه هي الرواية الثالثة من سلسلة بيرسي جاكسون والأولمبيين.